# Erdkampfflugzeug

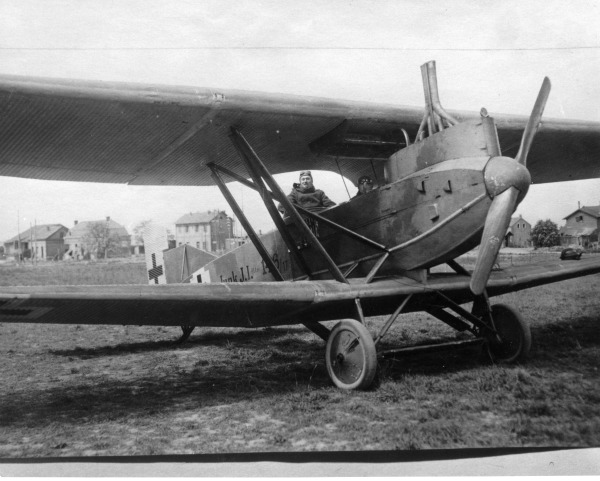
Erstes gepanzertes Schlachtflugzeug Junkers J.1, 1917

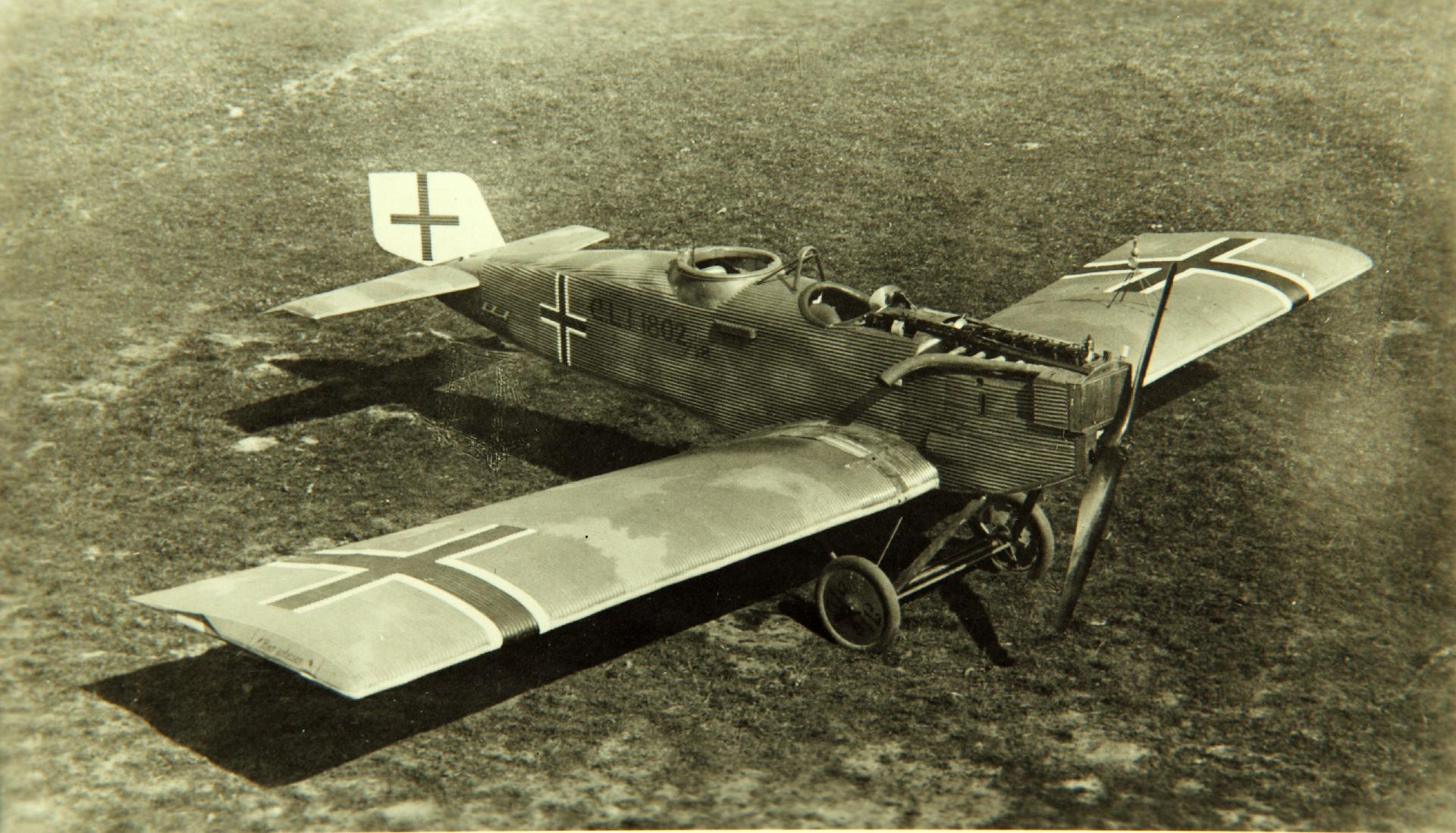
Junkers J 10

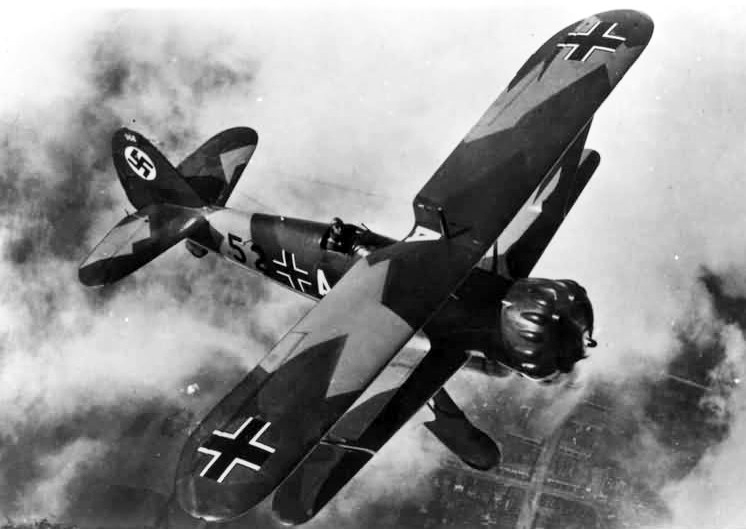
Henschel Hs 123

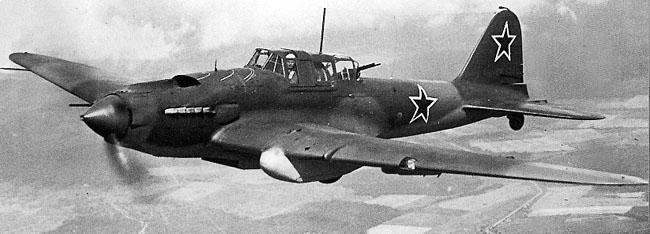
Iljuschin Il-2, das meistgebaute Schlachtflugzeug der Geschichte

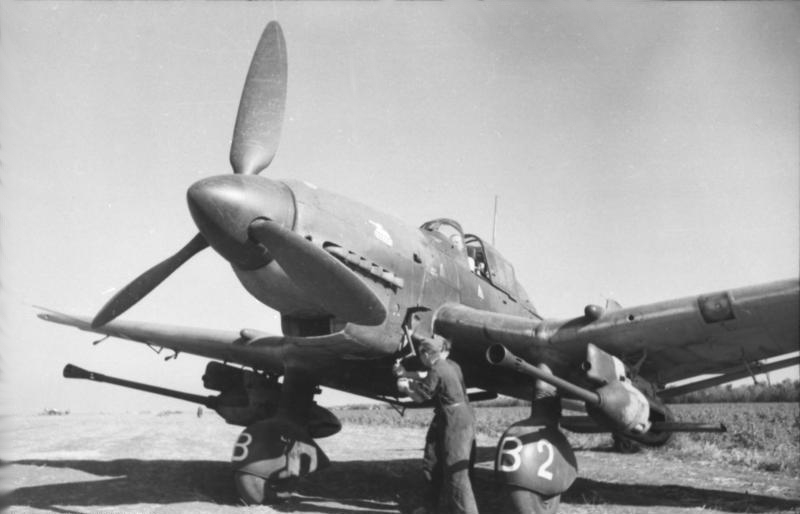
Eine Junkers Ju 87 G als Panzerjagdflugzeug an der Ostfront

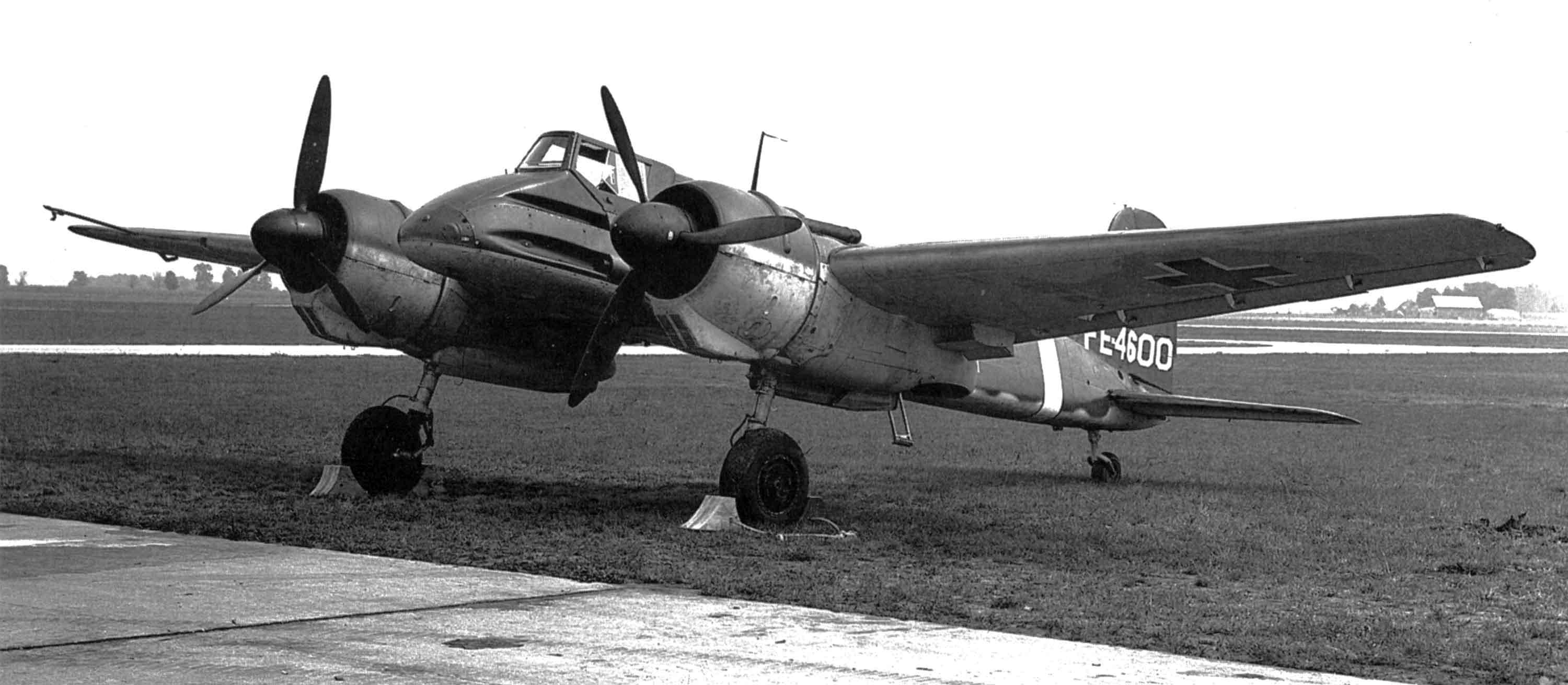
Henschel Hs 129 B

Ein Erdkampfflugzeug, auch Bodenkampfflugzeug oder Schlachtflugzeug, ist ein Kampfflugzeug, das speziell für die Luftnahunterstützung eigener Truppen vorgesehen ist.
Da die Angriffe meist in niedrigen Flughöhen stattfinden und mit starkem Abwehrfeuer zu rechnen ist, sind Erdkampfflugzeuge oft stark gepanzert. Ihre Reichweite und Bombenlast ist im Vergleich zu taktischen Bombern gering, dafür sind sie oft für den Einsatz auf frontnahen, wenig ausgebauten Flugfeldern geeignet und können damit schnell auf die Anforderung von Luftnahunterstützung reagieren und gegebenenfalls mehrmals am Tag starten. Die Bewaffnung besteht neben einer moderaten Bombenlast häufig aus großkalibrigen Maschinenkanonen, ungelenkten und gelenkten Luft-Boden-Raketen. Auch aus Kostengründen wird auf herausragende Flugleistungen in der Regel verzichtet.

## Geschichte

### Erster Weltkrieg
Die Vorfahren der Erdkampfflugzeuge waren zweisitzige Kampfflugzeuge, die im Ersten Weltkrieg mit Maschinengewehren, leichten Bomben, Handgranaten und Fliegerpfeilen im Tiefflug feindliche Bodentruppen bekämpften. Ihr Einsatz gehörte spätestens seit 1917 zu den typischen Mitteln zur Unterstützung von Infanterieangriffen.
Im Deutschen Heer bestanden spezielle „Fliegerstaffeln, Infanterie“ bzw. „Infanterieflieger“ für die Unterstützung der Infanterie. Ihre Aufgabe lag jedoch stärker im Bereich der Aufklärung und Verbindung und nur sekundär in der Bekämpfung von Bodenzielen. Seit 1916 bestanden darüber hinaus „Schutzstaffeln“ für den Schutz der Aufklärungsflieger. Diese wurden bereits häufig für Angriffe auf Bodenziele eingesetzt, vor allem durch die Initiative einzelner Piloten und Staffelführer. Diese Einheiten wurden ab 1917 etatisiert, erhielten die Bezeichnung „Schlachtfliegerstaffeln“ und wurden in „Schlachtfliegergeschwadern“ zusammengefasst. Ein neues „technisches Waffensystem“ entstand, das vor allem in den Angriffsschlachten des Frühjahrs und Sommers 1918 eine Rolle spielte. Im Rahmen des Kategorisierungssystems der Luftstreitkräfte erhielten sie vor allem Flugzeuge der Kennung CL, später J. Anfangs bevorzugten die Flieger leichte, bewegliche Muster. Durch die zunehmenden Verluste aufgrund von Bodenbeschuss ging man jedoch 1917 zu schwer gepanzerten Mustern wie der Junkers J.I, AEG J.I und schließlich der leichteren Junkers J10 über.

### Zwischenkriegszeit und Zweiter Weltkrieg
In der Sowjetunion wurde diese Idee weiterverfolgt. Bereits in den 1920er Jahren wurden mit behelfsweise zu Erdkampfflugzeugen umgerüsteten Typen R-1, R-3 und R-5 das Zusammenwirken mit Bodentruppen geübt und zur vorherrschenden Doktrin der Roten Armee. Da die eingesetzten Typen nur Übergangslösungen darstellten, wurden ab Beginn der 1930er Jahre die Konstruktion spezieller Typen in Auftrag gegeben, die sich in die Kategorien leichte (LSch), schwere (TSch) und schwere gepanzerte Schlachtflugzeuge (TSchB) unterteilten. Die beiden erstgenannten Klassen waren nur leicht gepanzert und sollten für kurze Überraschungsangriffe eingesetzt werden. Nach mehreren gebauten und getesteten Modellen wurde von diesen Gattungen jedoch Abstand genommen und das schwer gepanzerte Schlachtflugzeug, das als „fliegende Artillerie“ massiv die Bodentruppen auf dem Schlachtfeld unterstützen sollte, erhielt den Vorrang. Ende der 1930er Jahre waren mehrere Schlachtflugzeugtypen in der Entwicklung, von denen die Su-6 und die Il-2 in den Serienbau gingen. Da sich letztere mit ihrer starken Panzerung und den guten Tiefflugeigenschaften als überlegen erwies, wurde die Il-2 mit etwa 36.000 Exemplaren zu einem der meistgebauten Flugzeuge des Zweiten Weltkriegs.

Im Zuge der Aufrüstung der Wehrmacht griff man auch in Deutschland die Idee des Erdkampfflugzeuges auf und beschaffte eine kleine Zahl Henschel Hs 123, die später im Krieg reaktiviert wurde. Im Folgenden verfolgte die Luftwaffe jedoch vor allem den Sturzkampfbomber Ju 87, der vor allem für Abriegelungsaufgaben konzipiert war, aber auch Luftunterstützung auf dem Gefechtsfeld leisten konnte. Ein Schlachtflieger wurde seit 1937 mit geringem Nachdruck entwickelt und mit der Hs 129 in kleiner Zahl produziert. Mit einer 30-mm-Kanone MK 103 bzw. einer 75-mm-Pak erwies sie sich vor allem als ein erfolgreicher Panzerjäger.

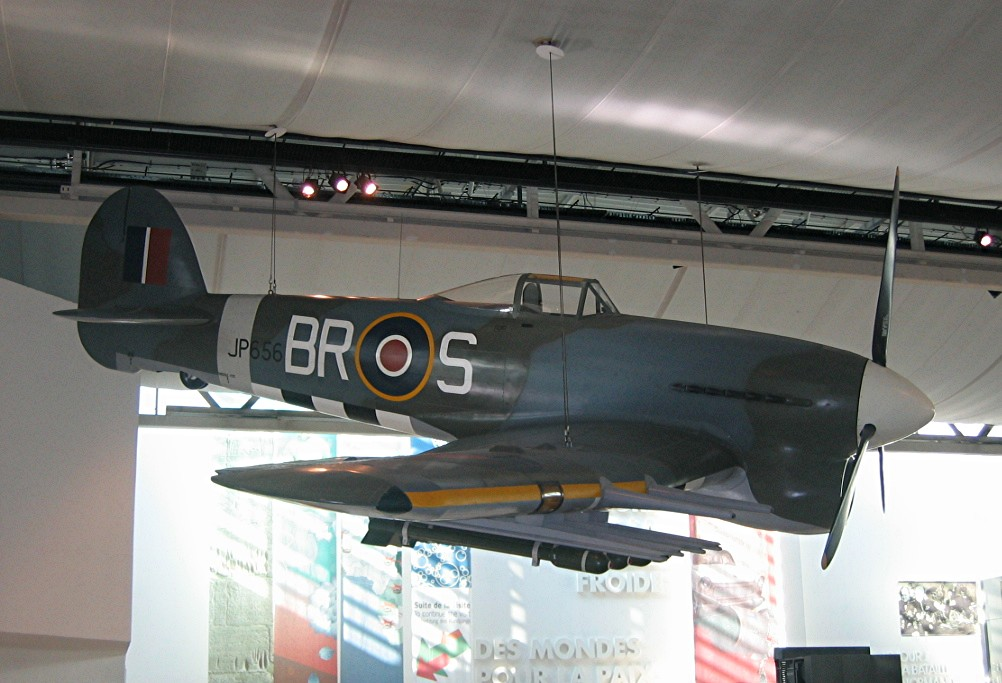
Hawker Typhoon mit acht RP-3-Raketen

 Sehr erfolgreich in diesem Feld war auch die Ju 87 G mit zwei 37-mm-Flak 18 unter den Flügeln. Mit diesem „Kanonenvogel“ erzielte Hans-Ulrich Rudel eine erhebliche Anzahl Panzerabschüsse. Alle diese Flugzeugtypen erwiesen sich als sehr gefährdet durch gegnerische Jagdflugzeuge. So wurde die Hs 123 ab 1941 nur an der Ostfront eingesetzt. Die Luftwaffe war gezwungen, verstärkt Jagdbomber wie die Focke-Wulf Fw 190 der F-Serie einzusetzen. Auch die Westalliierten beschritten sehr erfolgreich (z. B. Hawker Typhoon) diesen Weg. Gegen Kriegsende fanden zunehmend Streubomben (z. B. die deutsche SD 4 HL), Gelbrandbomben (Napalm) sowie Bordraketen verschiedenster Kaliber Verwendung.

### Nachkriegszeit bis heute

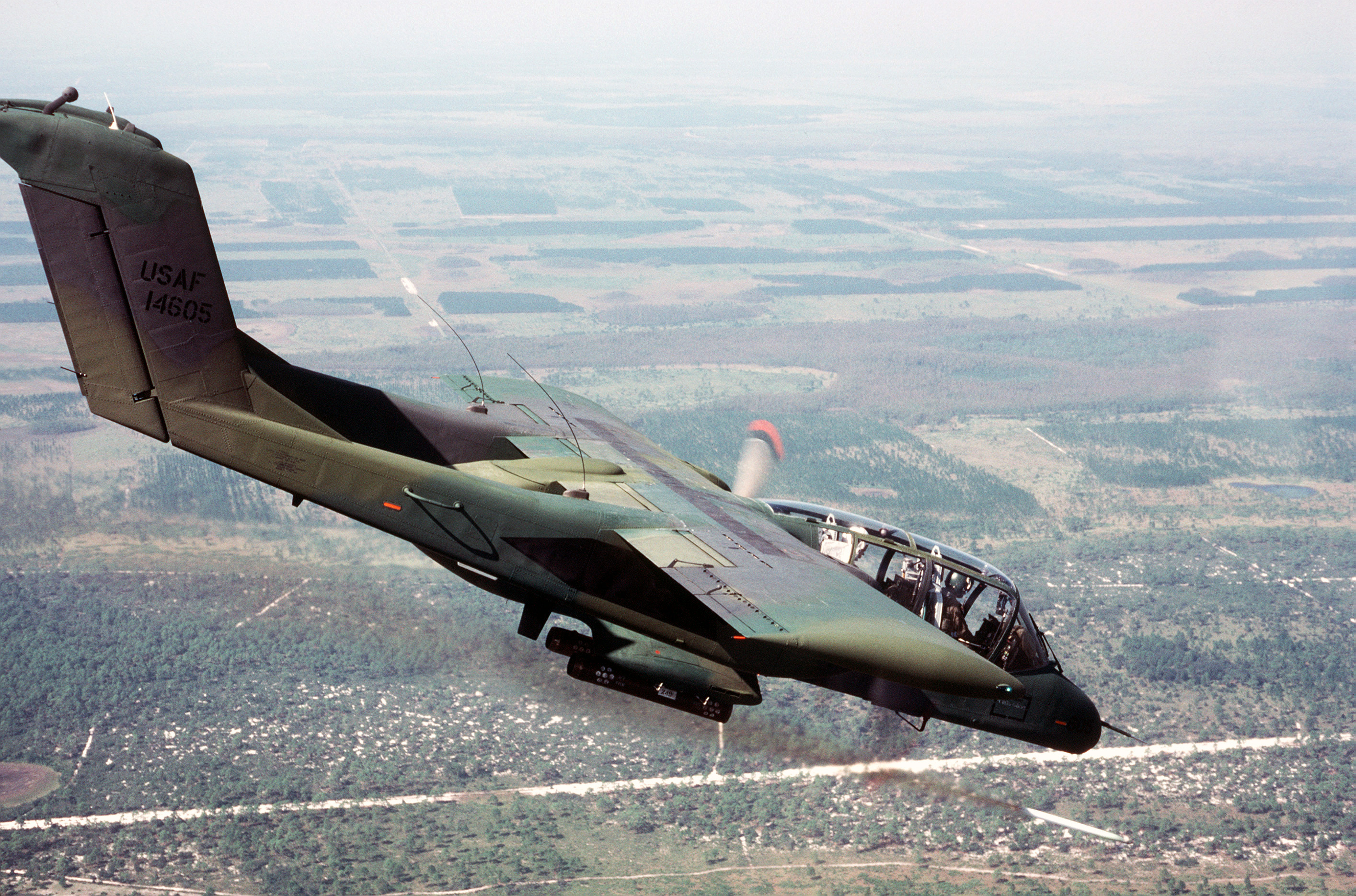
North American OV-10 „Bronco“

#### Vietnamkrieg
Im Vietnamkrieg stellte sich schnell heraus, dass die modernen Kampfjets sich aufgrund ihrer Größe, Komplexität und vergleichsweise hoher Kosten wenig für die Rolle der Luftnahunterstützung in einem asymmetrischen Krieg eigneten. Deshalb setzten die USA und die Südvietnamesen in größerem Umfang die veraltete kolbenmotorgetriebene Douglas A-1 „Skyraider“ für Luftnahunterstützung ein, die sich zunächst dank ihrer hohen Waffenlast und Verweildauer im Zielgebiet ganz hervorragend bewährte. Unterstützt wurde sie in dieser Rolle durch die Cessna A-37 und die North American OV-10 „Bronco“. Für die Rolle von nachts in der Luftnahunterstützung eingesetzten Flugzeuge wurden die so genannten Gunships aus Transportflugzeugen unterschiedlicher Größe abgeleitet, zum Beispiel die Lockheed AC-130 aus der Lockheed C-130 Hercules. Zusätzlich wurden die ersten Kampfhubschrauber für diese Aufgabe entwickelt.

#### Nach dem Vietnamkrieg

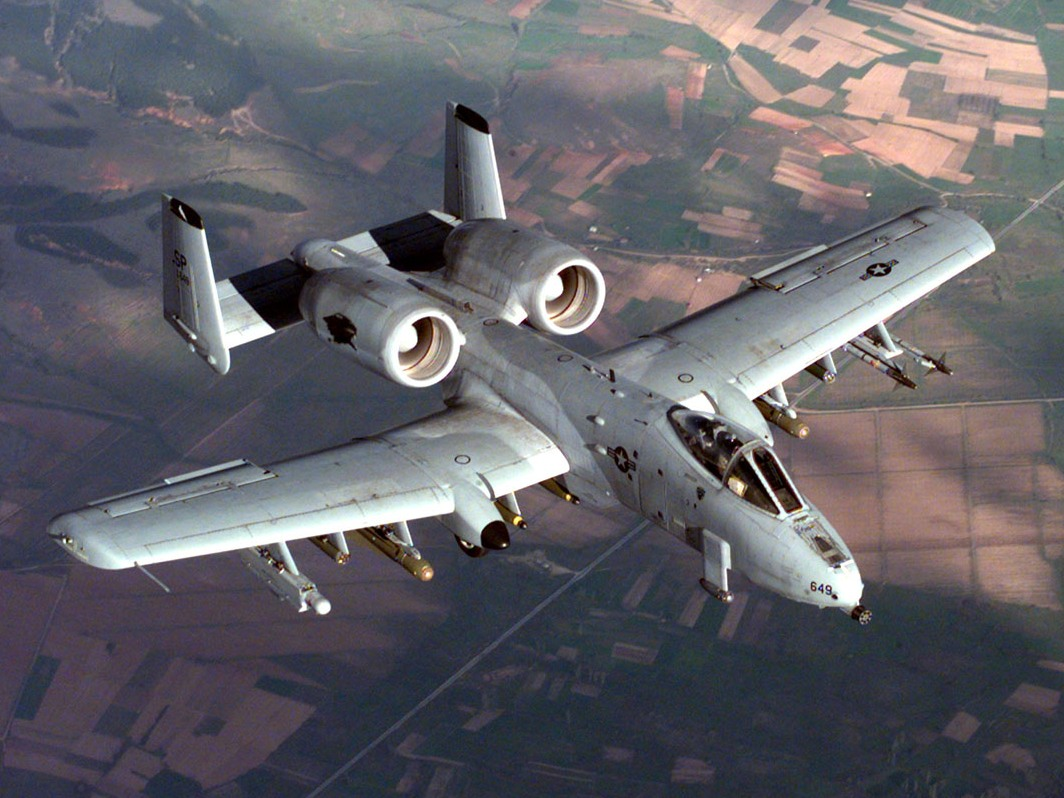
Fairchild-Republic A-10 Thunderbolt II

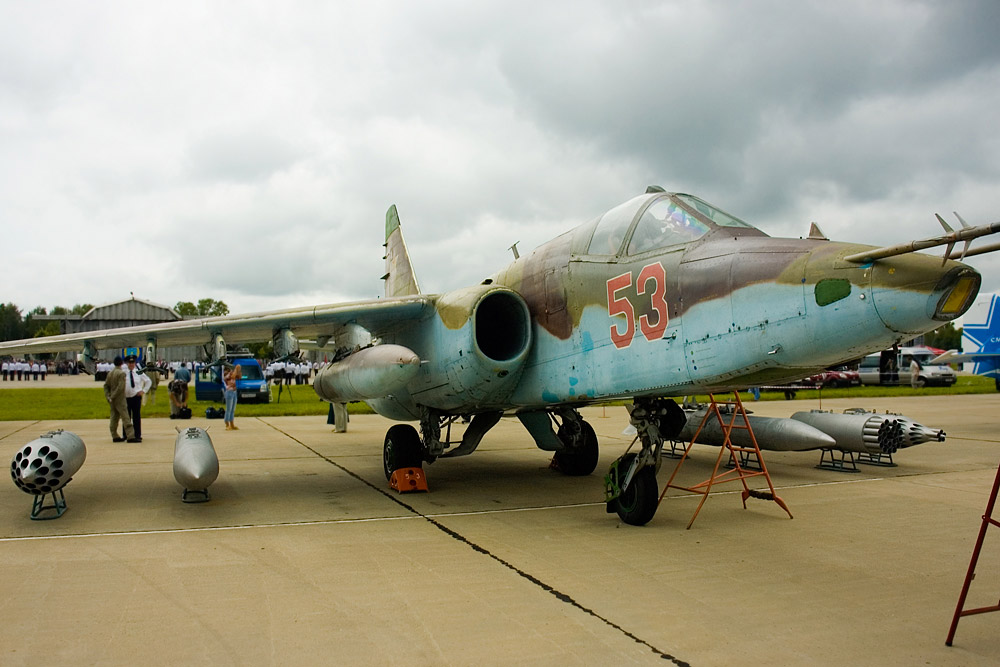
Suchoi Su-25

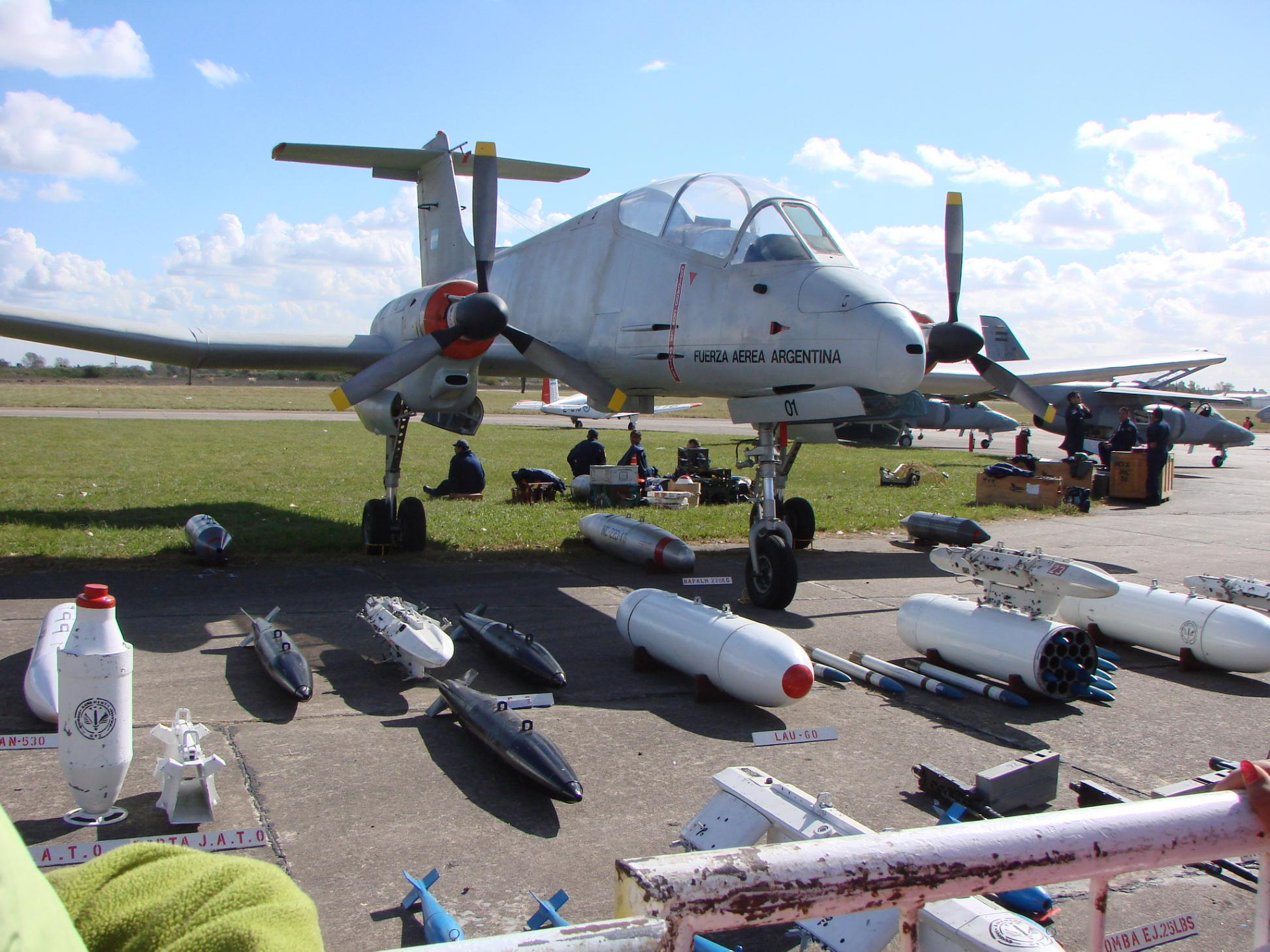
FMA IA 58 Pucará

Aufgrund von Erfahrungen aus dem Vietnamkrieg, insbesondere hinsichtlich der Wirksamkeit des Flugabwehrfeuers, entstand in den Vereinigten Staaten das gepanzerte Erdkampfflugzeug Fairchild-Republic A-10 („Warzenschwein“), das Bodentruppen unmittelbare Luftnahunterstützung auch unter starker Gegenwehr leisten können sollte. Die Sowjetunion beschaffte die Su-25, die kleiner ist als die A-10, aber mit ihrer guten Panzerung und starken Bewaffnung als vollwertiges Erdkampfflugzeug angesehen werden kann. Beide Muster wurden in Afghanistan eingesetzt, die A-10 auch im Zweiten Golfkrieg, im Irakkrieg und im Kosovokrieg.
Die europäischen Staaten setzten auf kleine, preiswerte Erdkampfflugzeuge auf der Basis gängiger Schulflugzeuge, Deutschland und Frankreich beschafften z. B. den Alpha Jet, Großbritannien den BAE Hawk, Italien entwickelte gemeinsam mit Brasilien die AMX. In Argentinien wurde die FMA IA 58 Pucará entwickelt, ein leichtes zweimotoriges Turboprop-Flugzeug, das im Falklandkrieg zum Einsatz kam.
Das Erdkampfflugzeug verlor in dem Maß an Bedeutung, wie der Kampfhubschrauber seine Überlebensfähigkeit und größere Wendigkeit im Einsatz unter Beweis stellte. Moderne Kampfflugzeuge sind in zunehmendem Maße Mehrzweckkampfflugzeuge, welche auch den Aufgabenbereich der Luftnahunterstützung effektiv abdecken. Mit der Reduzierung der Luftstreitkräfte nach dem Ende des Kalten Krieges war es daher vielfach selbst für größere Streitkräfte unwirtschaftlich, Muster mit einem eng auf die Luftnahunterstützung beschränkten Einsatzspektrum zu unterhalten.
Trotzdem zeigten auch jüngste Konflikte den Wert dieser Art von Kampfflugzeug. So möchten die Vereinigten Staaten ihre A-10-Flotte bis mindestens 2028 in Dienst halten und unterzogen ihre Flugzeuge von 2007 bis 2011 einer komplexen Überholung. Russland hat die Su-25 an über 13 Länder verkauft und zur Su-39 weiterentwickelt. Speziell für den Einsatz in asymmetrischen Konflikten werden ferner von einigen Staaten Turboprop-Muster, z. B. die brasilianische Embraer EMB 314, eingesetzt. Sie haben gegenüber Hubschraubern den Vorteil geringerer Kosten, größerer Marschgeschwindigkeit und höherer Reichweite und Verweildauer im Kampfgebiet.